# 91006 Fleming
91006 Fleming è un asteroide della fascia principale. Scoperto nel 1998, presenta un'orbita caratterizzata da un semiasse maggiore pari a 2,541653 UA e da un'eccentricità di 0,117592, inclinata di 15,468966° rispetto all'eclittica.
Fa parte della famiglia di asteroidi Maria.
L'asteroide è dedicato al biologo britannico Alexander Fleming.